# Petru Athonitul
Petru Athonitul (n. 650 d.Hr., Imperiul Roman de Răsărit – d. 734 d.Hr.) este considerat, conform tradiției, primul pustnic care s-a stabilit în Muntele Athos.

## Biografie
Viața cuviosului Petru este cunoscută în primul rând prin intermediul unei legende anonime. Petru a trăit, potrivit tradiției, în secolul al VIII-lea și a fost inițial un militar grec în armata bizantină. Legenda consemnează că ar fi fost luat prizonier în timpul unui război cu Califatul Abbasid și închis apoi în cetatea Samarra din Orientul Mijlociu, stăpânită de dinastia Abbasizilor.
A reușit să evadeze din închisoare cu ajutorul minunat al Sfântului Nicolae și al Sfântului Simeon cel Drept, iar mai apoi a călătorit la Roma pentru a-și îndeplini promisiunea făcută lui Dumnezeu că se va călugări dacă va scăpa din robie. Odată ajuns la Roma, a fost călugărit chiar de papă, care l-a instruit în ceea ce privește disciplina monahală. Petru s-a rugat lui Dumnezeu să fie îndrumat către un loc unde să-și îndeplinească nevoința pustnicească și a avut o viziune în care Fecioara Maria l-a povățuit să meargă la Muntele Athos. Urmând indicațiile din acea viziune, Petru a călătorit la Muntele Athos și s-a stabilit într-o peșteră „plină de târâtoare veninoase”, unde a trăit ca pustnic timp de 53 de ani.
Sfântul Petru din Muntele Athos este pomenit pe 12 iunie în înteaga creștinătate.
O biografie a sa a fost redactată de Grigore Palamas.